# 蘇固
蘇固（？年—191年），扶風人，東漢末年時期的地方官吏，原本為漢中太守，初平二年（西元191年）劉焉派遣部下督義司馬張魯、別部司馬張修等攻討漢中。張魯等人攻下漢中後，蘇固為張修所殺。

## 部下
- 趙嵩
- 陳調